# Yves Georges
Yves Georges, mort le 13 novembre 2009 à l'âge de 94 ans, était directeur du bureau d'études de la régie Renault de 1957 à 1965. 

## Vie professionnelle
Il débute chez le constructeur Chenard & Walker, une filiale de Chausson, puis entre chez Renault en janvier 1956. 